# Grand Prix de Pau 1933
Grand Prix de Pau 1933 je bila neprvenstvena dirka za Veliko nagrado v sezoni 1933. Odvijala se je 19. februarja 1933 v francoskem mestu Pau v za dirkanje nenavadnih vremenskih pogojih, saj je v prvem delu dirke snežilo. Guy Moll je v prvem delu dirke vodil, ob njegovem postanku pa je vodstvo prevzel Marcel Lehoux, ki je izžrebal zelo slab štartni položaj, toda na dirki odlično napredoval in zmagal na drugi dirki Grand Prix de Pau, kajti prva je potekala že daljnega leta 1901. 

## Poročilo

### Pred dirko
Dirka za Veliko nagrado Francije 1928 v bližnjem mestu St. Gaudens, velik uspeh avtomobilističnega kluba Automobile Club Basco Béarnais (ACBB) in generalni sekretar kluba George Charaudeau so za sezono 1930 spodbudili kandidaturo Pauju za gostitev dirke za Veliko nagrado Francije. Kandidatura je uspela in za dirko so izbrali šestnajstkilometersko trikotno cestno dirkališče Circuit de Morlaas. To se je izkazalo za predolgo, saj ni omogočala dobrega nadzora nad dirko, gledalci niso bili navdušeni pa tudi finančno je bila dirka polomija. V sezoni 1933 je ACBB ponovno poizkusil, tokrat niso želeli ponoviti napake izpred štirih let in so se zgledovali po uličnem dirkališču Circuit de Monaco, ki je gostilo dirko za Veliko nagrado Monaka od sezone 1929. Na dirki po ozkih mestnih ulicah je bil veliko lažje zagotoviti primerne prostore za gledalce. 
Steza izbrana za dirko leta 1933 je bil z izjemo enega sektorja enaka, kot steza uporabljena v naslednjih letih, ki je postala legendarna. Od dirke leta 1935 je steza vodila skozi Parc Beaumont, leta 1933 pa je steza pri Virage de Lycee zavila desno ob spomeniku d'Artagnanu in se nadaljevala ob kazinoju Palais d'Hiver po južni strani parka. Po ostrem zavoju pri Réparatricesu ob spomeniku Fochu, se je steza nadaljevala skozi zanko Virage de Buisson do Avenue du General Poeymirau in Avenue du Bois Louis, pri železniški postaji je bil dvojni ovinek, nato pa navzgor mimo Avenue Léon Say skozi tunel ob Point Oscar, nazaj do Virage de Lycee. Boksi so bili nasproti palače, tudi uradni časomerilec in tabla z rezultati sta bila ob štartno-ciljni črti. Glavna tribuna je bila pri kazinoju, tribuni pa sta bili tudi ob zanki in železniški postaji. Dolžina steze je bila 2.649 m, kar je sto do dvesto mestrov manj kot kasnejše različice steze. Grand Prix de Pau je bila uvodna dirka sezone, za datum so izbrali 19. februar, kar je nekoliko zgodaj za evropsko dirko, toda Pau se je želel predstaviti kot zimska turistična destinacija. Dirka je bila del velikega enotedenskega avtomobilističnega festivala, ki je vseboval več dirk ter še druge dogodke.

### Prijavljeni dirkači
Lista prijavljenih dirkačev je bila solidno zapolnjena, po večini s francoskimi dirkači. Toda René Dreyfus je bil edini dirkač, ki ga je na dirko prijavilo tovarniško moštvo, in sicer Automobiles Ettore Bugatti, ostali dirkači pa so dirkali kot privatniki. Jean-Pierre Wimille, Philippe Étancelin in Pierre Felix so nastopali z dirkalnikom Alfa Romeo Monza, Jean de Maleplane z dirkalnikom Maserati 26M, ostalih trinajst dirkačev pa je nastopalo z različnimi tipi dirkalnikov Bugatti. O tipih Bugattijev obstaja v določenih primerih nekaj nejasnosti. Pierre Darmendrail navaja, da so vsi dirkači nastopali s tipom T51, razen Stanisłas Czaykowski z T51A, toda prizna, da ni na voljo skoraj nič podatkov o tipih dirkalnikov, s katerimi so dirkali Honoré Lormand, Jean Delorme, Paul Morand in Marcel Jacob. Paul Sheldon za Lormanda navede T35, toda ker je v začetku tridesetih vseskozi dirkalnik s tipom T35C, je to bolj verjetno. S T35C naj bi po Sheldono dirkali Delorme, Louis Trintignant in Jacob, s tipom T35B pa Morand, Benoit Falchetto in Robert Brunet, za slednjega je vseeno bolj verjetno T51.

### Prosti treningi
Prosti treningi so se začeli v petek v lepem vremenu, gledalci so imeli prost vstop. Deset dirkačev je izkoristilo priložnost za spoznavanje nove steze, Lehoux in Étancelin sta bila najhitrejša s časom 1:56, tri sekunde počasnejši pa je bil Stanisłas Czaykowski. Ostali niso uspeli doseči dvominutnega minimuma. V soboto se je vreme spremenilo, v hladnem in deževnem vremenu se dirkači niso mogli približati petkovim časom. Ponovno je bil najhitrejši Lehoux, toda s sedem sekund slabšim časom kot dan prej. Dirkači so gledano oba dneva treningov dosegli svoje najhitrejše čase: Lehoux 1:56, Étancelin 1:56, Czaykowski 1:59, Moll 2:02, Jacob 2:03, Morand 2:03, Lormand 2:03, Dreyfus 2:03, Trintignant 2:04, Bouriat 2:04, Wimille 2:07, Gaupillat 2:10, de Maleplane 2:10 in Brunet 2:15. 

### Dirka
Že v soboto zvečer je začel padati moker sneg, do jutra pa so bile mestne ulice kar zasnežene. ACBB ni vedel, kaj naj naredi, toda v soglasju z dirkači so se dogovorili za izpeljavo dirke. Dirko na stalnem dirkališču lahko prestavijo za dan ali dva, na uličnem dirkališču pa to ni mogoče. Sneg na stezi so očistili kolikor je bilo to mogoče, ulice pa so tudi posolili. Wimille ni štartal, tako se je šestnajst dirkačev postavilo na štartno vrsti ob kazinoju. 
Ob drugi uri popoldne je dal Charles Faroux, legendarni športni komentator in organizator dirke, s spustom zastave znak za štart dirke. Povedel je Guy Moll, ki so mu sledili Félix, Czaykowski, Etancelin Gaupillat, de Maleplane, Dreyfus in Falchetto. Še vedno je močno snežilo, zato je bila vidljivost slaba. Moll je izkoristil boljšo vidljivost, ki jo je imel kot vodilni dirkač, in naredil razliko do Félixa, ki je imel težave na zasneženi stezi in je zadrževal več dirkačev za seboj. Falchetto je že v prvem krogu odstopil zaradi mehanske okvare dirkalnika. Po treh krogih steza ni bila več bela, kot pred dirko, ampak sta se po idealni liniji pojavila dva vodna jarka, okrog pa zmes snega, soli, blata in peska. Take razmere so bila za dirkače nemogoče, saj dirkalniki niso imeli ne blatnikov, ne brisalcev, še vetrobransko steklo je bilo zelo nizko. Za dirkalniki se je dvigala ta zmes visoko v zrak in dirkačem zadaj ovirala pogled. Zaradi tega nobeden od dirkačev ni poskušal s kakšnim posebej tveganim prehitevanjem, ampak so raje le sledili dirkaču spredaj in upali, da bo naredil napako in bi ga tako prehiteli. 
Czaykowski in Étancelin sta uspela prehiteti Félixa, toda nista se mogla približati vodilnemu dirkaču. Lehoux, ki je izžrebal le šestnajsti štartni položaj, se je postopoma prebijal naprej. Pomagalo mu je tudi dejstvo, da so dirkači zdaj začeli opravljati postanke v boksih. Dreyfus je imel težave z očmi in je moral večkrat ustaviti v boksih. Étancelin je v enajstem krogu opravil postanek v boksih, ob katerem so mu očistili sneg iz motorja. Zaradi tega je izgubil dva kroga proti vodilnemu Mollu in padel na trinajsto mesto, med tem pa je Gaupillat prevzel tretje mesto. Lehoux je napredoval za več mest in v šestnajstem krogu postavil najhitrejši krog dirke do tedaj. V dvajsetem krogu je bil že četrti, pred njim so bili le še Moll, Czaykowski in Gaupillat. V petindvajsetem krogu je le nehalo snežiti in vidljivost se je izboljšala, toda razmere na stezi so se kvečjemu še poslabšale. To pa ni oviralo Lehouxa, ki je ujel in prehitel Gaupillata za tretje mesto. 
V tridesetem krogu je Lehoux prehitel še do tedaj drugouvrščenega Czaykowskega, tako da sta bila za trenutek na prvih dveh mestih dva alžirska dirkača, med tem pa sta odstopila Brunet in Lormand. Toda kmalu za tem je moral Moll na postanek v bokse in padel na tretje mesto, sijati pa je začelo celo sonce. V petintridesetem krogu je imel Lehoux polminutno prednost pred Czaykowskim, ki ga je napadal Moll. V slabih razmerah je rabil Moll veliko časa, da je le prehitel Czaykowskega, med tem je Lehoux ušel še za pol minute. Étancelin se je po zgodnjem postanku spet približeval vodilnim z najhitrejšim krogov na dirki do tedaj. V štiridesetem krogu se je prebil do desetega mesta, pet krogov kasneje pa je moral Czaykowski mimo spustiti še Bouriat, ki se je v naslenjih krogih približal Mollu na le nekaj sekund, a je moral zaradi snega v očeh popustiti. V petdesetem krogu sta odstopila Gaupillat in Morand, Étancelin in Dreyfus pa sta prehitela Chaykowskega. 
Po šestdesetih krogih je bil vrsti red pri vrhu še vedno Lehoux, Moll in Bouriat. Étancelin, ki je v oseminpetdesem krogu postavil najhitrejši krog dirke, je bil zdaj četrti, Dreyfus pa peti. Po postanku Bouriata, ki si je moral umiti oči, sta francoska dirkača napredovala še po eno mesto, in sta lovila drugouvrščenega Molla. V zadnjih dvajsetih krogih se vrstni red pri vrhu ni spremenil, le Czaykowski in Félix sta odstopila. Lehoux je zadržal enominutno prednost pred Mollom za dvojno alžirko zmago, Étancelin, ki se je vodilnima močno približal, pa je bil s še osemnajstimi sekundami zaostanka tretji. 

### Po dirki
Ta dirka je potekala v enih najbolj nemogočih vremenskih razmer v zgodovini motošporta. Dirkači so jo označili kot najbolj psihološko zahtevno in bolečo dirko, na kateri so dirkali, saj je v njihove obraze neprestano pršila zmes vode, snega, soli, blata in peska. Dirka je bila za Guya Molla prvi večji uspeh. Sicer je bil na dirki za Veliko nagrado Marseilla 1932 že tretji, toda takrat je za zmagovalcem zaostal za štiri kroge. Zaradi slabih vremenskih razmer dirka ni prinesla dobička, toda organizatorji so dirko zavarovali. Po enoletnem premoru se je dirka vrnila v sezoni 1935 in potekala še dolga desetletja.  

## Rezultati

### Dirka
| Poz | Št | Dirkač               | Moštvo                     | Dirkalnik        | Krogi | Čas/Odstop    | Št. m. |
| --- | -- | -------------------- | -------------------------- | ---------------- | ----- | ------------- | ------ |
| 1   | 6  | Marcel Lehoux        | Privatnik                  | Bugatti T51      | 80    | 2:54:06,8     | 16     |
| 2   | 18 | Guy Moll             | Privatnik                  | Bugatti T51      | 80    | + 59,8 s      | 1      |
| 3   | 4  | Philippe Étancelin   | Privatnik                  | Alfa Romeo Monza | 80    | + 1:17,4      | 7      |
| 4   | 26 | René Dreyfus         | Automobiles Ettore Bugatti | Bugatti T51      | 80    | + 1:29,2      | 11     |
| 5   | 36 | Guy Bouriat          | Privatnik                  | Bugatti T51      | 80    | + 2:32,2      | 10     |
| 6   | 14 | Maurice Trintignant  | Privatnik                  | Bugatti T35C     | 79    | +1 krog       | 15     |
| 7   | 30 | Jean de Maleplane    | Privatnik                  | Maserati 26M     | 76    | +4 krogi      | 3      |
| 8   | 34 | Marcel Jacob         | Privatnik                  | Bugatti T35C     | 75    | +5 krogov     | 9      |
| 9   | 12 | Jean Delorme         | Privatnik                  | Bugatti T35C     | 62    | +18 krogov    | 12     |
| Ods | 2  | Stanisłas Czaykowski | Privatnik                  | Bugatti T51A     | 55    | Zadnje vpetje | 4      |
| Ods | 16 | Pierre Felix         | Privatnik                  | Alfa Romeo Monza | 55    | Meh. okvara   | 2      |
| Ods | 22 | Paul Morand          | Privatnik                  | Bugatti T35B     | 50    | Meh. okvara   | 14     |
| Ods | 28 | Jean Gaupillat       | Privatnik                  | Bugatti T51      | 50    | Meh. okvara   | 5      |
| Ods | 8  | Honoré Lormand       | Privatnik                  | Bugatti T51      | 30    | Menjalnik     | 4      |
| Ods | 28 | Robert Brunet        | Privatnik                  | Bugatti T35B     | 30    | Trčenje       | 17     |
| Ods | 28 | Benoit Falchetto     | Privatnik                  | Bugatti T35B     | 0     | Meh. okvara   | 8      |
| DNS | 32 | Jean-Pierre Wimille  | Privatnik                  | Alfa Romeo Monza |       |               | 13     |
| DNA | 10 | Raoul Miquel         | Privatnik                  | Bugatti T51      |       |               |        |